# الاتحاد الدولي لمحترفي الاسكواش
الاتحاد الدولي لمحترفي الاسكواش ويرمز لها ب (بي إس أي (PSA)) هي الهيئة المشرفة على رياضة الإسكواش المحترفة للرجال والسيدات حيث تعمل بنفس طريقة ومعايير رابطة محترفي التنس (ATP) ورابطة محترفات التنس (WTA). 
تتضمن جولة بي إس أي العالمية أكثر من 200 بطولة سنوية في جميع أنحاء العالم. يتم تسجيل أكثر من 800 لاعب من جميع القارات الخمس (ممثلين لأكثر من 60 دولة مختلفة ) ويتم تحديث الترتيب شهريًا بناءً على أداء اللاعبين.
في نوفمبر 2014، أعلن اتحاد الاسكواتش للسيدات (WSA) والاتحاد الدولي لمحترفي الاسكواش (PSA) عن اندماج تاريخي بين الجمعيتين. حيث تم التوصل إلى قرار يجعل من بي إس أي هيئة إدارية لكل من تصينفات الرجال والنساء منذ 1 يناير 2015.